# Trzebiechów (powiat Zielonogórski)
Trzebiechów (Duits: Trebschen) is een dorp in het Poolse woiwodschap Lubusz, in het district Zielonogórski. De plaats maakt deel uit van de gemeente Trzebiechów en telt 920 inwoners.

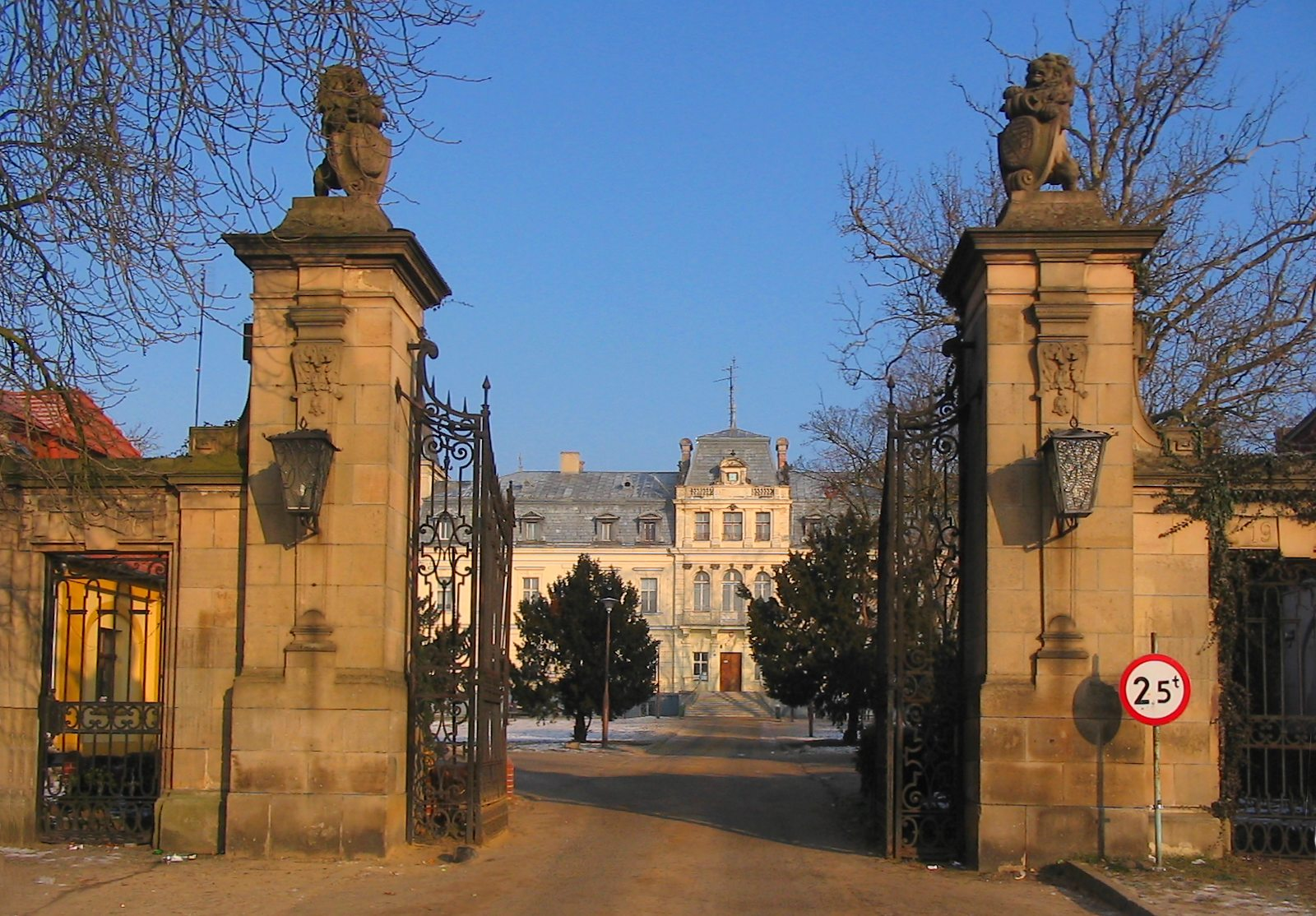
Het Paleis Trebschen van het geslacht Reuss-Köstritz.

Tot 1945 behoorde het dorp en de streek tot Duitsland.

## Geboren
- Eleonore Reuß-Köstritz (1860-1917), prinses en later, door haar huwelijk, tsarina van Bulgarije.

## Overleden
- Marie Anna Alexandrine Sophie van Saksen-Weimar-Eisenach (1849-1922), prinses van Reuss-Köstritz, kleindochter van Willem II der Nederlanden.
- Hendrik VII Reuß (1825-1906), Duits diplomaat.